# Astracantha flexispina
Astracantha flexispina là một loài thực vật có hoa trong họ Đậu. Loài này được (Boriss.) Podl. miêu tả khoa học đầu tiên năm 1983.